# Port-Louis, Morbihan

Port-Louis este o comună în departamentul Morbihan, Franța. În 1 ianuarie 2022 avea o populație de 2.689 de locuitori.